# Василе Глодариу
Василе Глодариу (на румънски: Vasile Glodariu) е виден румънски просветен деец, пръв директор на Битолския румънски лицей.

## Биография
Глодариу е роден в 1832 година в трансилванското село Лудош, тогава в Австрийската империя, днес в Румъния. Получава университетско образование - философия, физика и математика. В продължение на 31 години преподава в гимназията в Брашов и е един от видните дейци на румънското възраждане в Трансилвания. Пише трудове и учебници по философия. Работи в тясно сътрудничество с румънския митрополит Андрей Шагуна. В 1880 година е изпратен в Битоля да организира основаването на румънска гимназия, която да съдейства за разпространението на румънизма сред арумъните и мъгленорумъните.
Умира в 1899 година.